# Іоанн (Хома)
Єпископ Іоа́нн (Лев Данилович Хома; нар. 25 березня 1963, Колбаєвичі, Україна)  — єпископ Російської православної церкви українського походження; архієрей Білоруського екзархату РПЦ МП з титулом «Брестський та Кобринський». Сектознавець.

## Життєпис
До 1984 у большевицькій армії. З лютого по серпень 1985  — співробітник Мінського єпархіального управління. 1989  — закінчив Московську духовну семінарію, потім Академію 1993.
1990  — секретар-референт митрополита Мінського та Гродненського.
1992 серпень  — викладач Мінської духовної академії на катедрі сектознавства. Згодом викладає літургіку.
15 грудня 1992  — чернечий постриг з іменем Іоанн на честь преподобного Іоанна Дамаскіна. 3 грудня 1993  — ієродиякон. 20 червня  — ієромонах, священик домової церкви на честь Собору Білоруських святих при Мінському єпархіальному управлінні.
1994 липень  — секретар Мінського єпархіального управління і настоятель домової церкви. Автор дисертації «Святий праведний Іоанн Кронштадський і його духовна спадщина».
31 березня 2002  — хіротонія в єпископа, призначений єпископом Борисівським, вікарієм Мінської єпархії.
З 7 жовтня 2002  — єпископ Брестський та Кобринський БЕ РПЦ.

## Нагороди
- орден св. благовірного кн. Данила Московського ІІІ ступеня;
- медаль св. Благовірного Даниїла Московського;
- орден св. рівноапостольної Марії Магдалини III ступеню Польської православної церкви.